# Portugals herrlandslag i ishockey

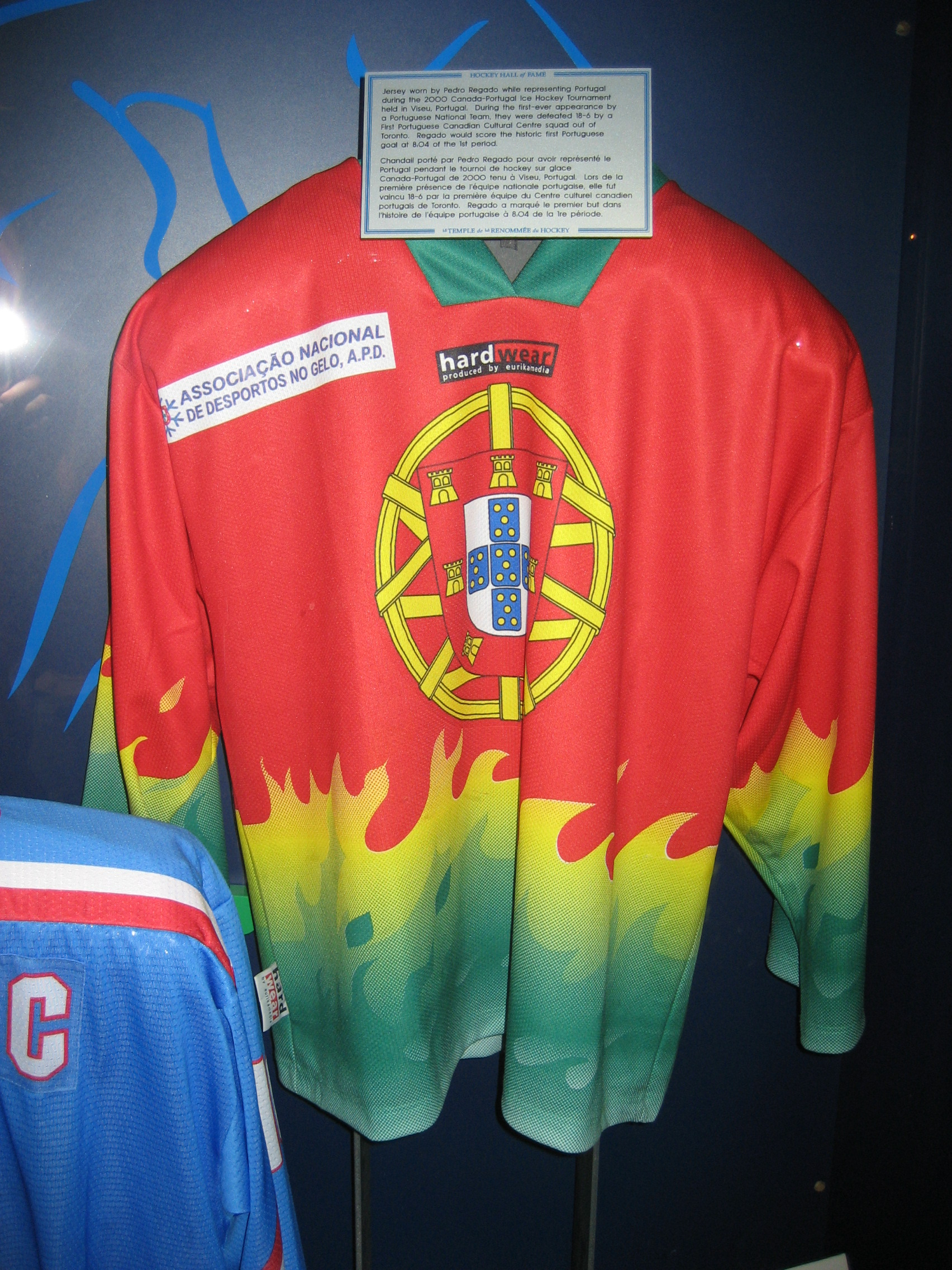
Portugals matchtröja, Hockey Hall of Fame, Toronto.

Portugals herrlandslag i ishockey representerar Portugal i ishockey på herrsidan och kontrolleras av Portugals ishockeyförbund.

## Historik
Ishockey i Portugal spelades åren 1996–2006 i Palácio do Gelo, ett köpcentrum i Viseu, innan ishockeyrinken stängdes.
År 2000 spelade Portugals landslag sina första matcher, och bestod av portugisiska invandrare i USA och Kanada som spelade ishockey, samt rullskridskohockeyspelare. Tre matcher spelades mellan Portugal och First Portuguese Canadian Cultural Center (FPCCC) från Toronto, Ontario mellan 21 och 23 juni 2000 i Palácio do Gelo inViseu.
Turneringen arrangerades av det portugisiska ishockeyförbundet, och Kanadas ambassadör Robert Vanderloo. 
FPCCC vann första matchen med 18–6 och andra med 21–5. Pedro Regado blev Portugals första målskytt, 8.04 in i första perioden. I tredje matchen blandades spelarna, och FPCCC vann med 15–11.